# Sommerpokal (Kleinfeldhandball) 1974
Die Spielzeit 1974 war die dritte und zugleich letzte Spielzeit des Sommerpokals im Schweizer Feldhandball.

## Vorrunde
| Zum Vorrundenende 1974: |                                    |
|                         |                                    |
| Fett                    | Qualifikation für das Finalturnier |
|                         |                                    |
| Zum Saisonende 1973:    |                                    |
| (P)                     | Sieger Sommerpokal                 |

Quelle: Die Tat
| - ATV Basel-Stadt - TV Kaufleute Basel - RTV 1879 Basel - TV Möhlin | - BTV Aarau - TV Solothurn - TV Suhr - TV Zofingen | - BSV Bern - Club 72 Bern - GG Bern (P) - HC Gym Biel - Lausanne-Bourgoise | - ATV Emmenbrücke - Grasshopper Club Zürich II - SPOSE Kilchberg - STV Luzern | - GS Schaffhausen - SV Fides St. Gallen - STV St. Gallen - Pfadi Winterthur - Yellow Winterthur |

## Finalturnier

### Rangliste
| Pl.                                  |  | Verein          | Sp. | S | U | N | Tore    | Diff. | Punkte |
| ------------------------------------ |  | --------------- | --- | - | - | - | ------- | ----- | ------ |
| 1.                                   |  | TV Zofingen     | 4   | 3 | 1 | 0 | 046:340 | +12   | 07:10  |
| 2.                                   |  | STV St. Gallen  | 4   | 3 | 0 | 1 | 042:320 | +10   | 06:20  |
| 3.                                   |  | SPOSE Kilchberg | 4   | 2 | 0 | 2 | 040:440 | −4    | 04:40  |
| 4.                                   |  | RTV 1879 Basel  | 4   | 1 | 0 | 3 | 036:500 | −14   | 02:60  |
| 5.                                   |  | GG Bern         | 4   | 0 | 1 | 3 | 030:340 | −4    | 01:70  |
| Quelle: IHBDB, Stand: 25. April 2019 |  |                 |     |   |   |   |         |       |        |

| Zum Pokalende 1974: |                         |
|                     |                         |
|                     | Sieger Sommerpokal 1974 |

### Spiele
Quelle:
| 16. Juni 1974 | TV Zofingen | 7 : 7 | GG Bern | Eishalle Allmend, Bern |
| 16. Juni 1974 | (1 : 3)     |       |         | Eishalle Allmend, Bern |
| 16. Juni 1974 |             |       |         | Eishalle Allmend, Bern |

| 16. Juni 1974 | RTV 1879 Basel | 11 : 12 | SPOSE Kilchberg | Eishalle Allmend, Bern |
| 16. Juni 1974 | (6 : 8)        |         |                 | Eishalle Allmend, Bern |
| 16. Juni 1974 |                |         |                 | Eishalle Allmend, Bern |

| 16. Juni 1974 | GG Bern | 6 : 8 | STV St. Gallen | Eishalle Allmend, Bern |
| 16. Juni 1974 | (4 : 3) |       |                | Eishalle Allmend, Bern |
| 16. Juni 1974 |         |       |                | Eishalle Allmend, Bern |

| 16. Juni 1974 | SPOSE Kilchberg | 9 : 10 | TV Zofingen | Eishalle Allmend, Bern |
| 16. Juni 1974 | (4 : 5)         |        |             | Eishalle Allmend, Bern |
| 16. Juni 1974 |                 |        |             | Eishalle Allmend, Bern |

| 16. Juni 1974 | STV St. Gallen | 12 : 8 | RTV 1879 Basel | Eishalle Allmend, Bern |
| 16. Juni 1974 | (7 : 5)        |        |                | Eishalle Allmend, Bern |
| 16. Juni 1974 |                |        |                | Eishalle Allmend, Bern |

| 16. Juni 1974 | GG Bern | 10 : 11 | SPOSE Kilchberg | Eishalle Allmend, Bern |
| 16. Juni 1974 | (5 : 7) |         |                 | Eishalle Allmend, Bern |
| 16. Juni 1974 |         |         |                 | Eishalle Allmend, Bern |

| 16. Juni 1974 | TV Zofingen | 19 : 9 | RTV 1879 Basel | Eishalle Allmend, Bern |
| 16. Juni 1974 | (7 : 5)     |        |                | Eishalle Allmend, Bern |
| 16. Juni 1974 |             |        |                | Eishalle Allmend, Bern |

| 16. Juni 1974 | SPOSE Kilchberg | 8 : 13 | STV St. Gallen | Eishalle Allmend, Bern |
| 16. Juni 1974 | (7 : 8)         |        |                | Eishalle Allmend, Bern |
| 16. Juni 1974 |                 |        |                | Eishalle Allmend, Bern |

| 16. Juni 1974 | RTV 1879 Basel | 8 : 7 | GG Bern | Eishalle Allmend, Bern |
| 16. Juni 1974 | (4 : 1)        |       |         | Eishalle Allmend, Bern |
| 16. Juni 1974 |                |       |         | Eishalle Allmend, Bern |

| 16. Juni 1974 | STV St. Gallen | 9 : 10 | TV Zofingen | Eishalle Allmend, Bern |
| 16. Juni 1974 | (5 : 5)        |        |             | Eishalle Allmend, Bern |
| 16. Juni 1974 |                |        |             | Eishalle Allmend, Bern |